# Большая Лобца
Большая Лобца — река (ручей) в Московской и Тверской областях России.

## Общие сведения
Протекает по территории Лотошинского и Калининского районов соответственно, большей частью в заболоченной лесной зоне. Исток — у деревни Кошелево. Впадает в реку Шошу примерно в 30 км от её устья по правому берегу. Длина реки — 8 км. Имеет правый приток — ручей Малая Лобца.

## Данные водного реестра
По данным государственного водного реестра России относится к Верхневолжскому бассейновому округу, водохозяйственный участок реки — Волга от города Тверь до Иваньковского гидроузла (Иваньковское водохранилище), речной подбассейн реки — бассейны притоков (Верхней) Волги до Рыбинского водохранилища. Речной бассейн реки — (Верхняя) Волга до Куйбышевского водохранилища (без бассейна Оки).
Код объекта в государственном водном реестре — 08010100712210000002654.